# Francis Beckman

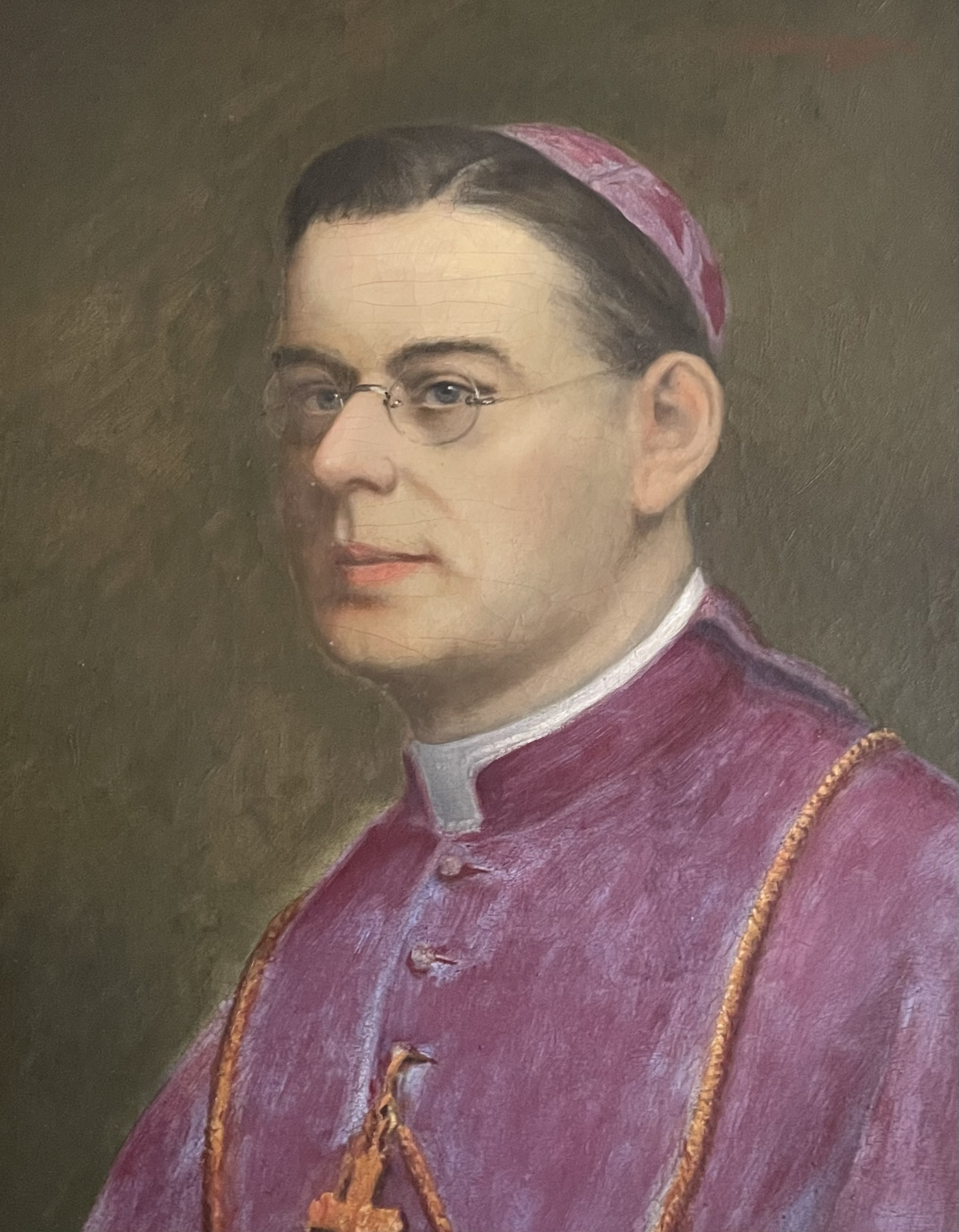
Francis Beckman, Bischof von Lincoln und Erzbischof von Dubuque

Francis Joseph Beckman (* 25. Oktober 1875 in Cincinnati, Ohio; † 17. Oktober 1948 in Chicago, Illinois) war ein US-amerikanischer römisch-katholischer Geistlicher. Beckman war Erzbischof des Erzbistums Dubuque.

## Leben
Der Sohn von Francis und Elizabeth Beckman besuchte als Schule das St. Gregory's Preparatory Seminary sowie das Mount St. Mary's Seminary, ein Priesterseminar in Cincinnati. Ende des ausgehenden 19. Jahrhunderts kam Beckman auch nach Europa, wo er Student zunächst an der Katholieke Universiteit Leuven in Belgien, wie auch an der Päpstlichen Universität Gregoriana in Rom war. Am 20. Juni 1902 empfing Beckman in Rom auch das Sakrament der Priesterweihe. 1908 erwarb er an der Gregoriana den Doktortitel der Theologie.
1908 kehrte er in die Vereinigten Staaten zurück, wo er an seiner Alma Mater, dem Mount St. Mary's Seminary eine Anstellung als Professor für Philosophie und Dogmatik erhielt. 1912 wurde er zum Rektor der Schule ernannt; in dieser Funktion war er bis 1924 tätig. Auch war er als theologischer Berater im Erzbistum Cincinnati tätig.
Am 23. Dezember 1923 ernannte Papst Pius XI. Beckman zum Bischof des Bistums Lincoln. Am 1. Mai 1924 wurde er von Erzbischof Henry K. Moeller zum Bischof geweiht. Mitkonsekratoren waren die Bischöfe Joseph Schrembs und Joseph Chartrand. Beckman war sechs Jahre, bis 1930, als Diözesanbischof von Lincoln tätig. Parallel dazu war er Apostolischer Administrator im Erzbistum Omaha.
Ebenfalls von Papst Pius XI. ernannt, wurde Beckman am 17. Januar 1930 Erzbischof von Dubuque. In den 16 Jahren, in denen er sein Erzbistum leitete, führte er es durch die Zeiten der Depression wie auch des Zweiten Weltkriegs. Mit seiner Unterstützung konnten zahlreiche katholische Organisationen, wie etwa die Vinzenzgemeinschaft oder die Catholic Youth Organization ihre Arbeit in Dubuque aufnehmen und erweitern. 1939 wurde das bis dato genannte Columbia College in Loras College umbenannt, eine Reverenz an Mathias Loras (1792–1858), den ersten Bischof von Dubuque.
Beckman zählte lange Zeit zu einem Verfechter einer neutralen pazifistischen USA. So schrieb er auch einen Brief an Senator William Borah, in dem er dafür plädierte, dass die Vereinigten Staaten sich aus dem Krieg in Europa herauszuhalten hätten.
Beeindruckt von der kulturellen Vielfalt, die er während seines Aufenthalts in Europa gesehen hatte, begann Beckman Ende der 1930er und Anfang der 1940er Jahre zahlreiche Kunstwerke von Rembrandt, Peter Paul Rubens und Anthony van Dyck zu kaufen. Im Loras College gründete er zu diesem Zweck ein eigenes kleines Museum. Der Wert der Kunstwerke wurde auf 1,5 Millionen US-Dollar geschätzt. Um mehr Geld zu haben, um so weitere Kunstwerke aufzukaufen, begann Beckman ab 1936 in Goldminen in Kalifornien zu spekulieren. Allerdings gingen die Spekulationsgeschäfte schlecht aus und die finanzielle Situation der Erzdiözese spitzte sich zu. Auf Geheiß von US-Präsident Franklin D. Roosevelt reiste das Federal Bureau of Investigation (FBI) in Dubuque an. Viele der bereits erworbenen Kunstwerke mussten verkauft werden, um den Schaden zu minimieren. Dennoch entstand dem Erzbistum ein finanzieller Schaden von einer halben Million Dollar.
Als kirchliche Konsequenz wurde Beckman am 15. Juni 1944 Henry Rohlman, der bisherige Bischof des Bistums Davenport, als Koadjutor-Bischof zur Seite gestellt. Zwar durfte Beckman den Titel des Erzbischofs noch tragen, dennoch hatte ab nun Rohlman das Sagen. Am 9. November 1946 reichte Beckman bei Papst Pius XII. sein Rücktrittsgesuch ein, das auch stattgegeben wurde. Er verließ daraufhin Dubuque und zog zurück nach Cincinnati.
Nur zwei Jahre später, am 17. Oktober 1948, starb Beckman im Alter von 72 Jahren in einem Krankenhaus in Chicago. Er wurde in der St. Raphael's Cathedral in Dubuque bestattet.